# دستور نظامی (دستورالعمل)

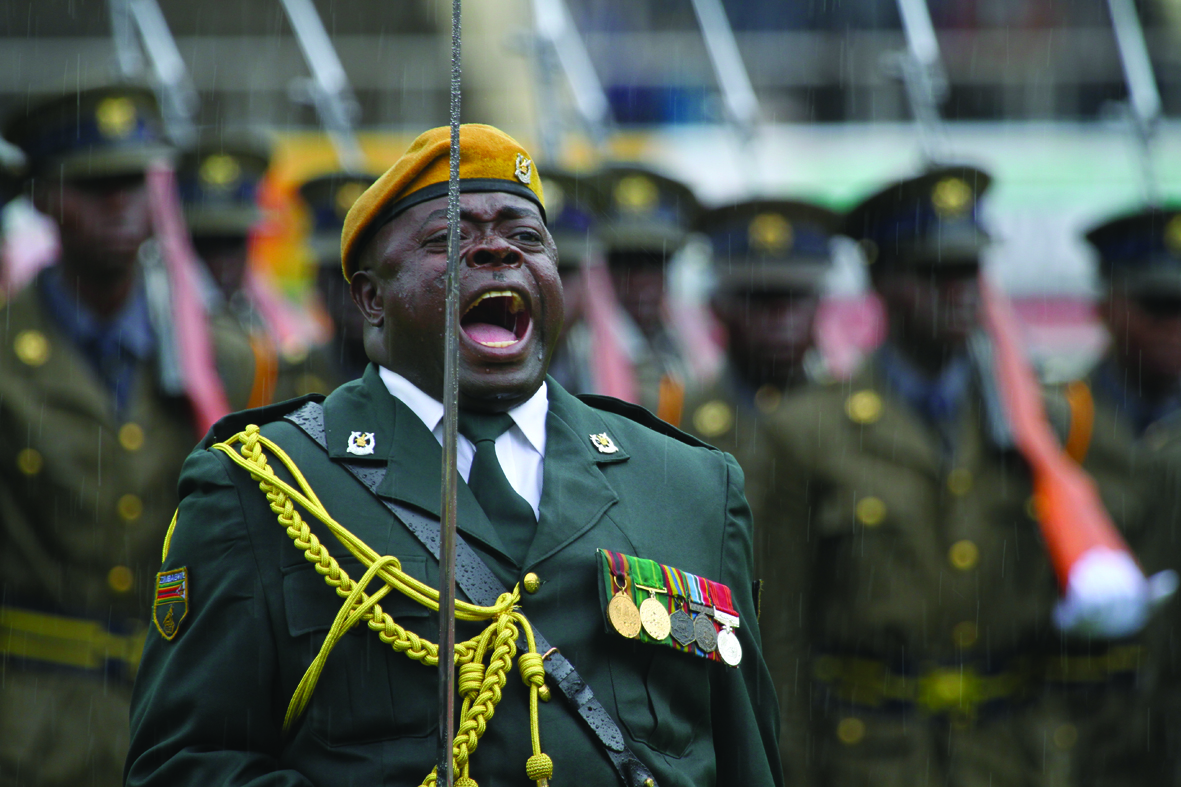
یکی از افسران گارد ریاست جمهوری زیمبابوه که در حین رژه دستورات نظامی می دهد.

دستور نظامی یا فرمان یک دستور الزام آور است که توسط یک درجه ارشد نظامی به درجات پایین تر تحت فرمان او در زمینه نظامی داده می شود. البته همه رده‌های ارشد در نیرو‌های نظامی حق ندارند به همه رده‌های پایین‌تر دستور بدهند.  فرمان عمومی دستورالعملی است که توسط یک افسر در یک پست فرماندهی منتشر شده است که برای تمام رده‌های تحت فرمان او لازم‌الاجرا و برای اجرای یک خط مشی یا رویه در بین افراد تحت فرماندهی او است.